# Funérailles de Gerald Ford
Pour un article plus général, voir Gerald Ford.

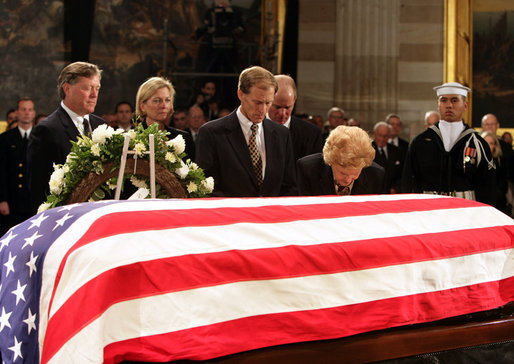
L'ancienne première dame Betty Ford s'agenouille en prière devant le cercueil de son mari, Gerald Ford. Leurs quatre enfants sont à l'arrière-plan.

Les funérailles nationales de Gerald Ford, 38e président des États-Unis, sont organisées le 30 décembre 2006 à Washington et le service religieux a lieu le 2 janvier 2007 à la Cathédrale nationale de la capitale. Sa dépouille est ensuite transportée par le Boeing 747 VC-25A présidentiel jusqu’à Grand Rapids (Michigan) pour y être inhumée sur le terrain du Musée Gerald Ford.

## Organisation des funérailles
Une compilation détaillée des obsèques nationales et des cérémonies et hommages du Congrès au président Ford a été publiée par le Congrès des États-Unis en mai 2008 et est disponible en ligne

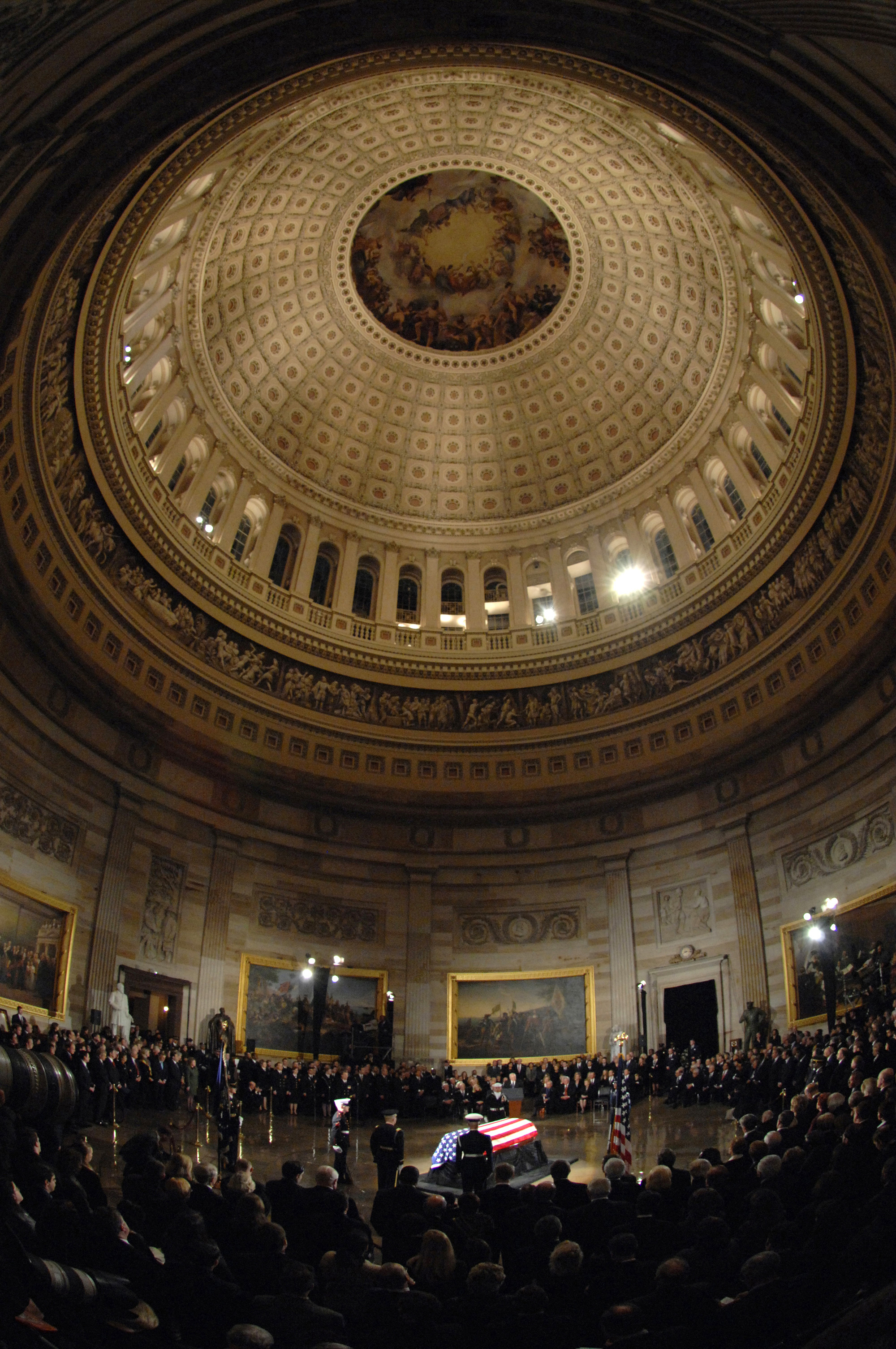
Cérémonie au Capitole en l'honneur de Gerald Ford à Washington, le 30 décembre 2006.

Gregory Willard, l'avocat personnel du président Ford et ancien conseiller à la Maison-Blanche, a été chargé d'établir le planning et la conduite des obsèques nationales en tant que représentant désigné de la famille Ford. Le Joint Force Headquarters National Capital Region (JFHQ-NCR), « état-major inter armée de la capitale », qui supervise la partie militaire des obsèques nationales a également apporté son concours à leur organisation. Le major-général Guy C. Swan III, commandant en chef du district militaire de Washington fut chargé de l'escorte officielle de Betty Ford pour toute la durée des funérailles nationales.
L'agenda des obsèques, a été annoncé lors d'un point de presse dans l'après-midi du 27 décembre 2006 à Palm Desert, en Californie. Le briefing était organisé par Gregory Willard. Une déclaration personnelle de Betty Ford a été lue par Willard, puis il a annoncé les détails et répondu aux questions des médias concernant les funérailles.
Le président et Mme Ford ainsi que leur famille avaient préalablement décidé que les funérailles nationales se dérouleraient en trois étapes (Palm Desert, Washington, DC, Grand Rapids), avec inhumation dans une crypte sur le terrain du Gerald R. Ford Presidential Museum à Grand Rapids. Les services religieux et les cérémonies eurent lieu du 29 décembre au 3 janvier. Un grand nombre d'hommages et de souvenirs symboliques qui eurent lieu au cours des trois phases soulignèrent la carrière de service public du président de Ford et sa place dans l'histoire des États-Unis d'Amérique.
La chroniqueuse Peggy Noonan, résume ainsi les adieux de la nation : 
« [Les funérailles nationales] de Ford furent les obsèques présidentielles les plus humaines jusqu'alors. Peut-être parce que les Ford ne souhaitaient pas en faire trop et insistèrent sur la modestie, tout ce qui fut fait est authentique, sincère et parfait »
Le service religieux des obsèques nationales se tinrent au Capitole des États-Unis d'Amérique le 30 décembre 2006, ainsi que plusieurs services funèbres le 2 janvier à la Cathédrale nationale de Washington et le 3 janvier à la Grace Episcopal Church à Grand Rapids. Des services réservés à la famille Ford eurent également lieu à la St. Margaret's Episcopal Church de Palm Desert en Californie et à la au Gerald R. Ford Presidential Museum. Mme Ford et sa famille reçurent également quelque 300 invités pour une cérémonie de recueillement à la St. Margaret's Church, le 29 décembre.

## À Washington

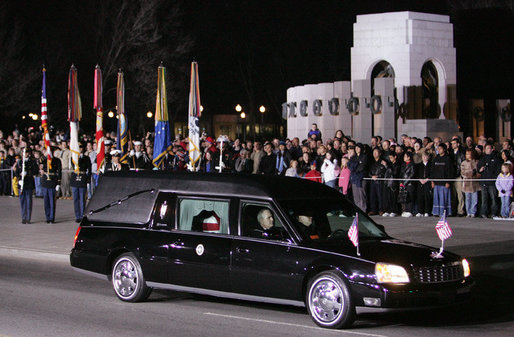
Funérailles de l'ancien président Gerald Ford face au Mémorial de la Seconde Guerre mondiale de Washington (30 décembre 2006).

La partie des funérailles se déroulant à Washington, D.C. commença le 30 décembre 2006, par l'arrivée à Andrews Air Force Base du corps du président Ford à bord du Boeing présidentiel VC-25A. De là, il fut emmené par un corbillard suivi d'une simple procession, en passant par Alexandria en Virginie, lieu où il résida alors qu'il siégeait à la Chambre des représentants, s'arrêtant devant le National World War II Memorial en souvenir de son service en tant que Lieutenant Commander de la Navy lors de la Seconde Guerre mondiale. Là les Eagle Scouts formèrent une haie d'honneur pour le président qui avait reçu ce grade, le plus élevé au sein des Boy Scouts of America.

## Service funèbre national

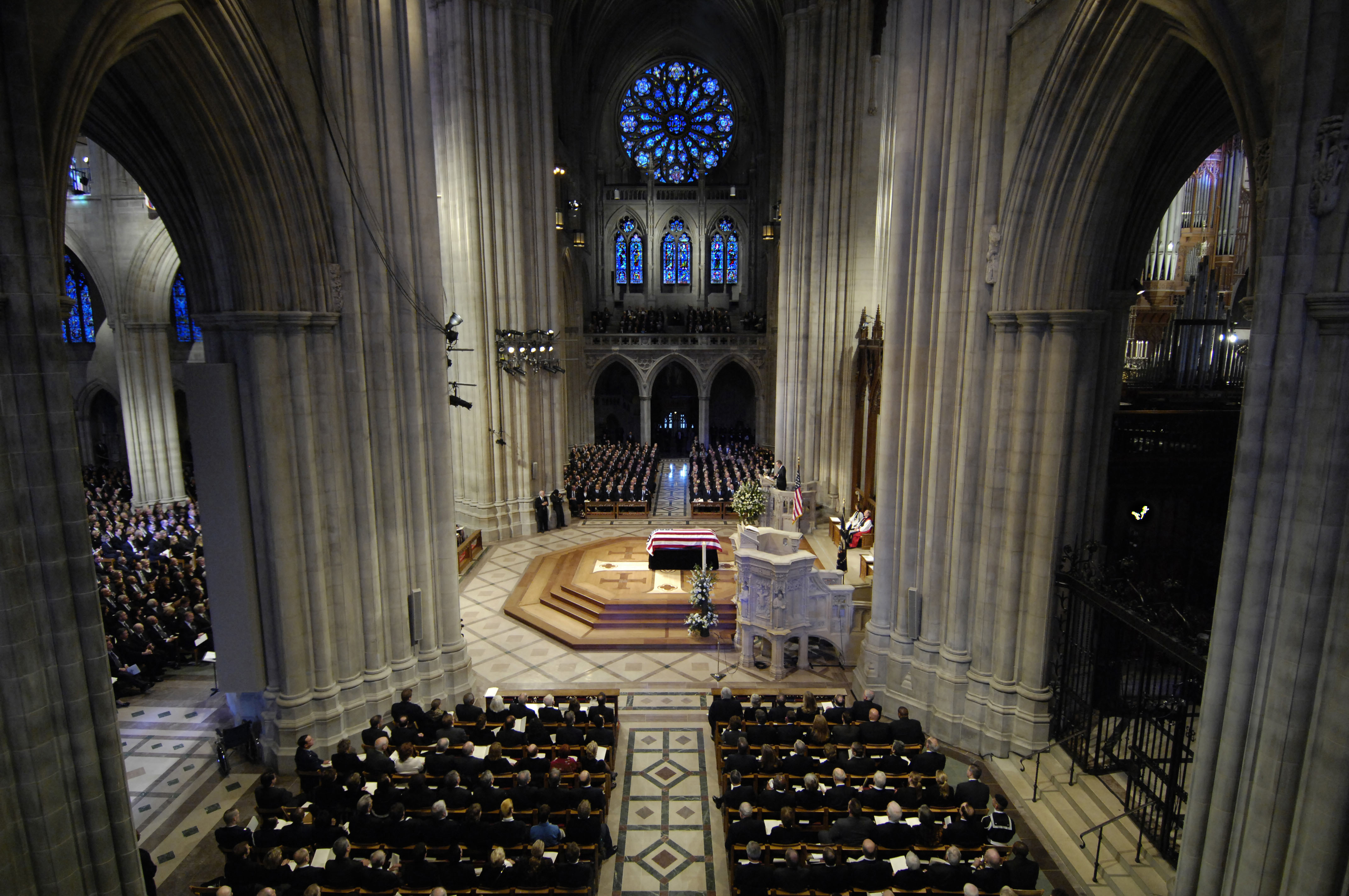
Messe à Gerald Ford en la Cathédrale Nationale.

Lorsque le cercueil fut retiré du corbillard, l'orchestre de l'U.S. Coast Guard joua Hail to the Chief puis Nearer, My God, to Thee.
Le service funèbre À la Cathédrale nationale, il portait le titre officiel : « In Celebration of and Thanksgiving for the Life of GERALD RUDOLPH FORD, 1913-2006. »,

### Musique
La musique du service fut interprétée par les organistes de la cathédrale, l'orchestre de l'United States Marine Corps, le chœur de l'United States armed forces, les chœurs d'hommes, garçons et filles de la cathédrale et la chanteuse d'opéra Denyce Graves. L'assemblée entonna l'hymne For All the Saints. Le choix des musiques et des hymnes avait été fait par le président et Mme Ford,.

### Éloges et lectures

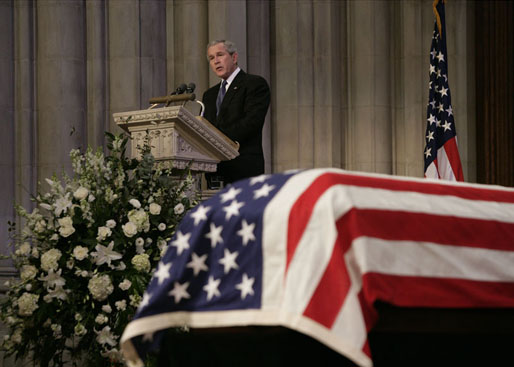
George W. Bush fait l'apologie de Gerald Ford lors de la cérémonie funéraire

L'éloge à Gerald Ford fut fait par l'ancien président George H. W. Bush (directeur du bureau de liaison des États-Unis à Pékin puis directeur de la CIA au sein de l'administration Ford), Henry Kissinger (Secretary of State de l'administration Ford), Tom Brokaw (correspondant de NBC à la Maison Blanche pendant le mandat de Ford) et par le Président des États-Unis d'Amérique George W. Bush. L'homélie fut délivrée par le révérend Robert G. Certain, pasteur des Ford à Palm Desert. Ce sont le fils et la fille du président Ford, John Gardner Ford et Susan Ford Bales, qui lurent un passage de la Bible.

## Dans le Michigan

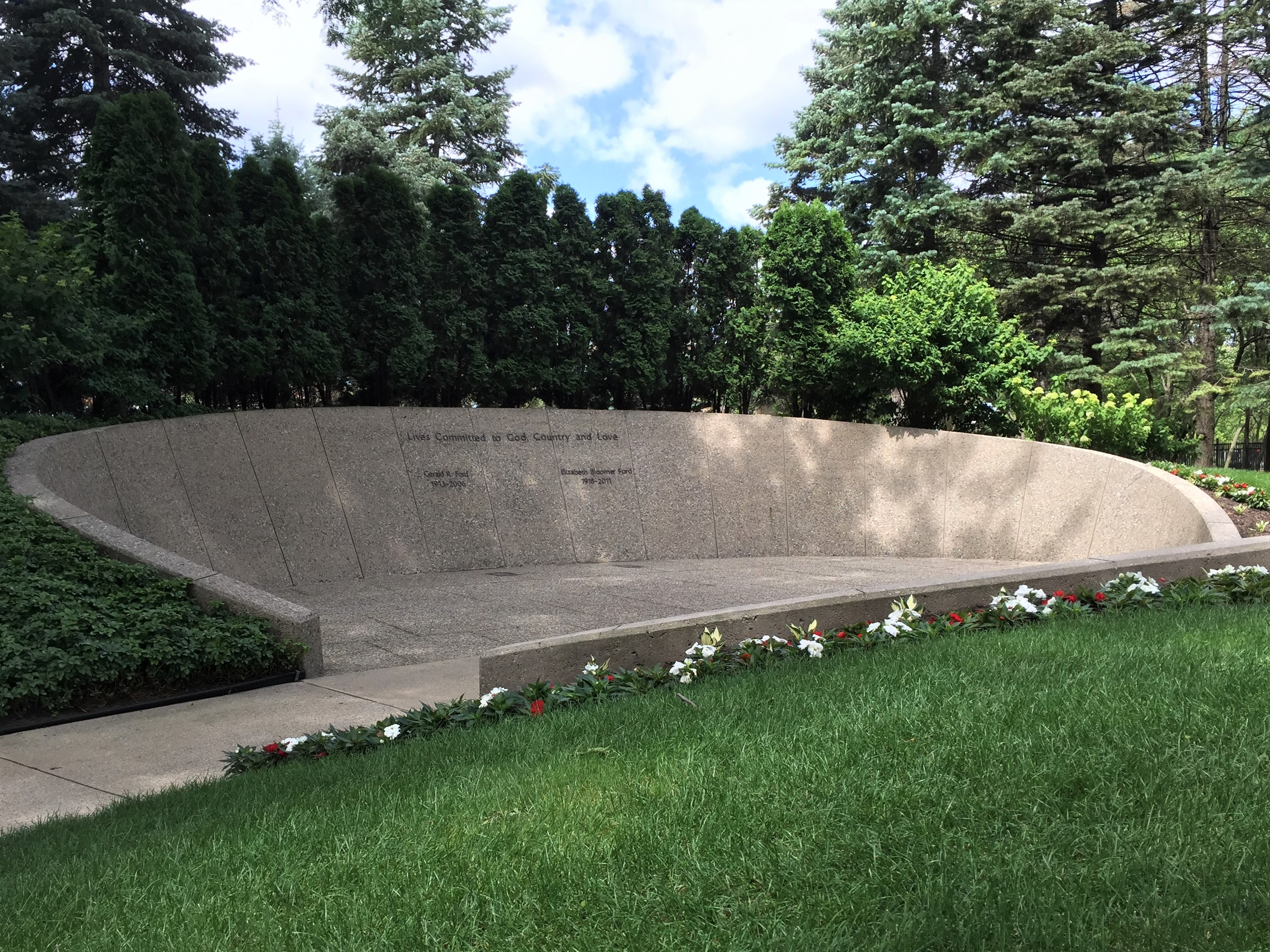
La tombe de Gerald et Betty Ford avec l'épitaphe « Des vies au service de Dieu, du Pays et de l'Amour ». Une autre inscription porte des versets bibliques (Proverbes, III, 5-6) qu'il prononça lors de son inauguration,.

Après le service religieux à la Cathédrale nationale de Washington, la dépouille mortelle de Gerald Ford fut emmenée à la Andrews Air Force Base le 2 janvier pour un vol vers le Gerald R. Ford International Airport à Grand Rapids à bord du SAM 29000, l'un des deux Boeing VC-25A qui sont actuellement en service en tant que Air Force One. Pendant le vol, l'avion descendit à très basse altitude, pour un passage à la verticale de l'Université du Michigan, l'alma mater de Ford, et le Michigan Stadium à Ann Arbor, où il fut capitaine de l'équipe universitaire de football entre 1932 et 1934.
Lors de son arrivée à Grand Rapids, la fanfare de l'Université du Michigan entama Hail to the Chief, puis les hymnes de l'Université The Yellow and Blue et The Victors. Vingt et un coups de canon saluèrent la descente du cercueil de Gerald Ford sur le tarmac de l'aéroport. Le corps du président fut ensuite emmené au Musée Gerald Ford de Grand Rapids, où un service religieux privé eut lieu. Les présidents des universités du Michigan et de Yale, où le président Ford fit ses études, déposèrent une couronne, le maire de Grand Rapids George Heartwell, le gouverneur du Michigan Jennifer Granholm et Martin J. Allen, Jr., président émérite de la fondation Gerald R. Ford Foundation, firent un discours. le Chœur de l'Armée chanta Shall We Gather at the River? et les prières furent dites par le maire de Grand Rapids George Heartwell.
Dans la soirée du 2 janvier, le cercueil du président fut déposé dans le hall d'entrée du musée où l'on estime que 67 000 personnes sont venues lui rendre hommage malgré le froid hivernal, tout au long de la nuit. Plusieurs enfants et petits-enfants du président et de Mme Ford étaient présents pour saluer les personnes venues rendre les honneurs.
Peu après midi le 3 janvier, le cercueil reprit la route vers la Grace Episcopal Church pour un service funèbre. Tout au long du parcours, plusieurs milliers de personnes s'étaient réunies pour un dernier adieu au président.
Pendant la cérémonie, les éloges ont été prononcés par Donald Rumsfeld, le président Jimmy Carter, Richard Norton Smith et le vice-président Cheney. Les prières furent dites par Sarah Ford Goodfellow, Tyne Vance Berlanga et Christian Gerald Ford, les petits-enfants du président et de Mme Ford. Le chœur de l'Armée entama The Battle Hymn of the Republic et un solo de On Eagles' Wings fut chanté par le sergent Alvy Powell.
Après le service religieux, le corps du président est ramené au musée et conduit vers une petite colline au nord de son terrain où la crypte destinée à l'accueillir a été aménagée. Un petit groupe d'invités s'est joint à la famille Ford, dont le vice-président Cheney et son épouse, le président Carter et son épouse, Donald Rumsfeld ou encore Ann Cullen. C'est le 126th Army Band de la National Guard qui joua la musique qui avait été choisie. La salve de vingt-et-un coups de canon fut tirée par le 119th Field Artillery Regiment, puis la bénédiction fut donnée. Trois volée de sept fusils furent tirées, puis le sergent-major Woodrow English entama Taps avec son clairon. À cet instant, 21 chasseurs F-15E de la base de Seymour Johnson en Caroline du Nord firent un passage sud-nord en formation missing man alors que le soleil déclinait sur l'horizon. Le drapeau qui couvrait jusqu'alors le cercueil fut retiré, plié et présenté à Mme Ford par le vice-président Cheney.

## Personnalités présentes
Furent notamment présents à ses funérailles, :
- Américains : 
  - Paul Bremer, diplomate
  - Tom Brokaw, journaliste
  - George W. Bush et sa femme Laura Bush
  - George H. W. Bush et sa femme Barbara Bush
  - Earl L. Butz, ancien Secrétaire à l'Agriculture
  - Dick Cheney et sa femme Lynne Cheney
  - William Clements
  - Bill Clinton, sa femme Hillary Clinton et leur fille Chelsea Clinton
  - Jimmy Carter et sa femme Rosalynn Carter
  - William T. Coleman Jr., ancien Secrétaire aux Transports
  - Lawrence Eagleburger
  - Rudolph Giuliani
  - Jennifer Granholm
  - Alan Greenspan
  - Carla A. Hills, ancienne Secrétaire au Logement
  - Henry Kissinger
  - James T. Lynn, ancien Secrétaire au Logement
  - Paul O'Neill
  - Colin Powell
  - Nancy Reagan
  - Condoleezza Rice
  - Donald Rumsfeld
  - L. William Seidman, économiste
  - Clayton Yeutter, ancien Secrétaire à l'Agriculture
  - Les membres de la Cour suprême des États-Unis : 
    - John G. Roberts Jr.
    - John Paul Stevens
    - Antonin Scalia
    - Anthony Kennedy
    - David Souter
    - Clarence Thomas
    - Ruth Bader Ginsburg
    - Stephen Breyer
    - Samuel Alito

- Représentants du Canada[18],[19] : 
  - Brian Mulroney, ancien premier ministre canadien
  - Michael Wilson, ambassadeur aux États-Unis